# Macrodorcas bisignata bisignata
Macrodorcas bisignata bisignata es una subespecie de coleóptero de la familia Lucanidae.

## Distribución geográfica
Habita en Bután y Darjeeling en la India.